# 端野駅
端野駅（たんのえき）は、北海道北見市端野町端野にある北海道旅客鉄道（JR北海道）石北本線の駅である。電報略号はタノ。事務管理コードは▲122529。駅番号はA63。

## 歴史
- 1912年（大正元年）

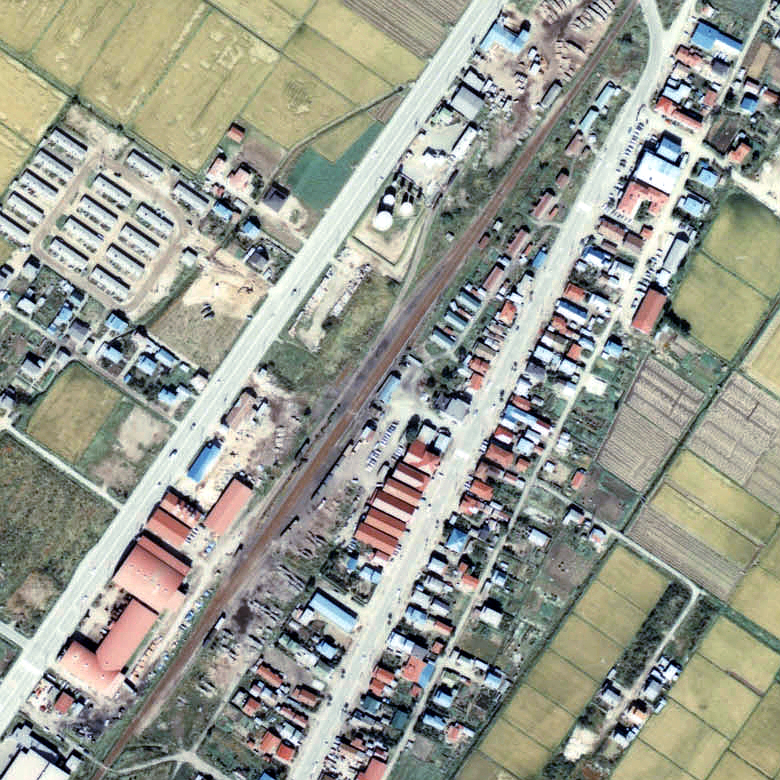
1977年の端野駅と周囲約500m範囲。右上が網走方面。駅舎前の単式ホームと駅裏側に駅表側片面使用の島状単式ホームの実質相対式ホーム2面2線、及びその駅裏側には留置線が1線敷かれ、それより分岐して油槽所（網走側）及び端野町農協の倉庫（北見側）へそれぞれ側線が伸びる。駅舎横北見側の切欠き状の貨物ホームへ1本の積卸線が引き込まれ、またこの線からスイッチバックして北見側の土場へも積卸線が1本伸びている。

  - 10月5日：鉄道院網走線野付牛駅（現在の北見駅） - 網走駅（後の浜網走駅）間開業にともない開業[3][4]。一般駅[1]。
  - 11月18日：池田駅 - 野付牛駅 - 網走駅間を網走本線に改称。
- 1933年（昭和8年）：駅舎改築。
- 1949年（昭和24年）6月1日：公共企業体である日本国有鉄道に移管。
- 1961年（昭和36年）4月1日：新旭川駅 - 網走駅間を石北本線に改称[3]。同線所属となる。
- 1984年（昭和59年） 
  - 2月1日：貨物・荷物取扱い廃止[1]。
  - 11月10日：駅員無配置駅となり[5]、簡易委託化。
- 1987年（昭和62年）4月1日：国鉄分割民営化によりJR北海道に継承[3]。
- 1991年（平成3年）2月：駅舎改築[6]。
- 1992年（平成4年）4月1日：簡易委託廃止、完全無人化。

### 駅名の由来
所在地名（旧町名より）。

## 駅構造
2面2線の相対式ホームを持つ地上駅。ホーム同士の連絡は、構内踏切で行う。
北見駅管理の無人駅。自動券売機設置なし。きたみ市商工会（旧端野町商工会）の物産センターを併設する複合駅舎であるが、通常は駅舎隣りに新築された建物で営業を行う。

### のりば
| 番線 | 路線      | 方向 | 行先               |
| ---- | --------- | ---- | ------------------ |
| 1    | ■石北本線 | 上り | 北見・遠軽方面     |
| 2    | ■石北本線 | 下り | 網走・知床斜里方面 |

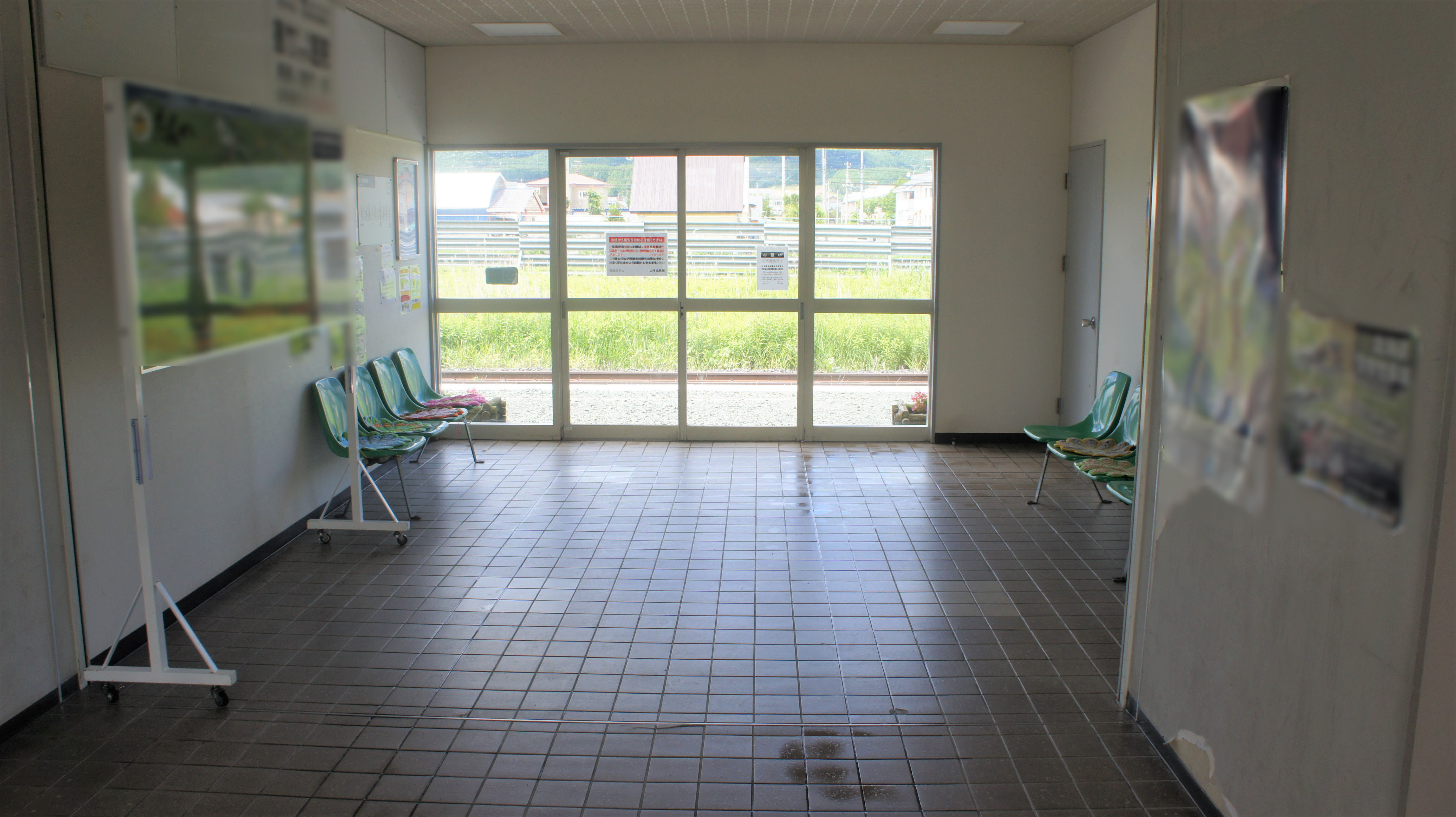
待合室（2018年7月）
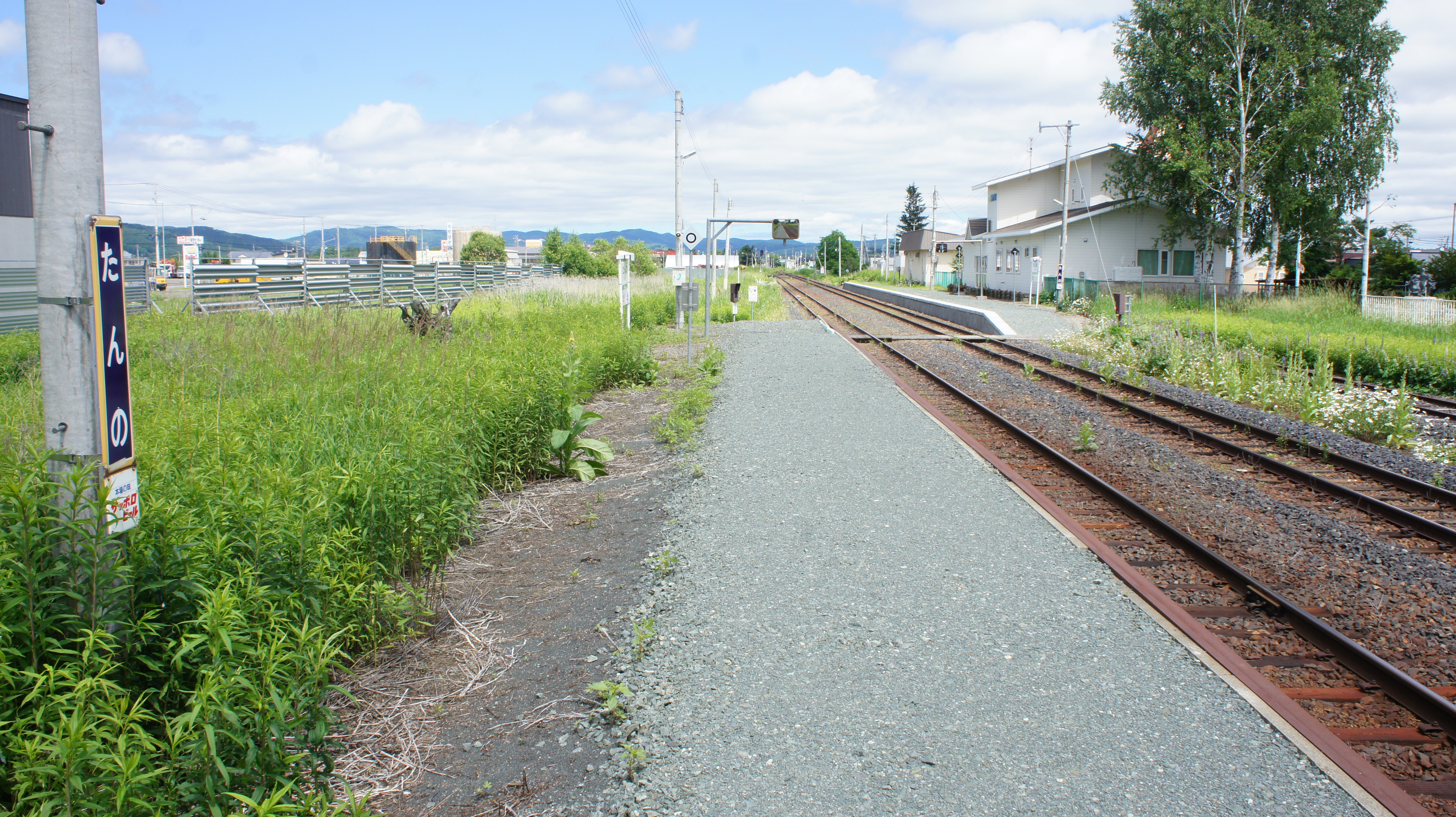
ホーム（2018年7月）
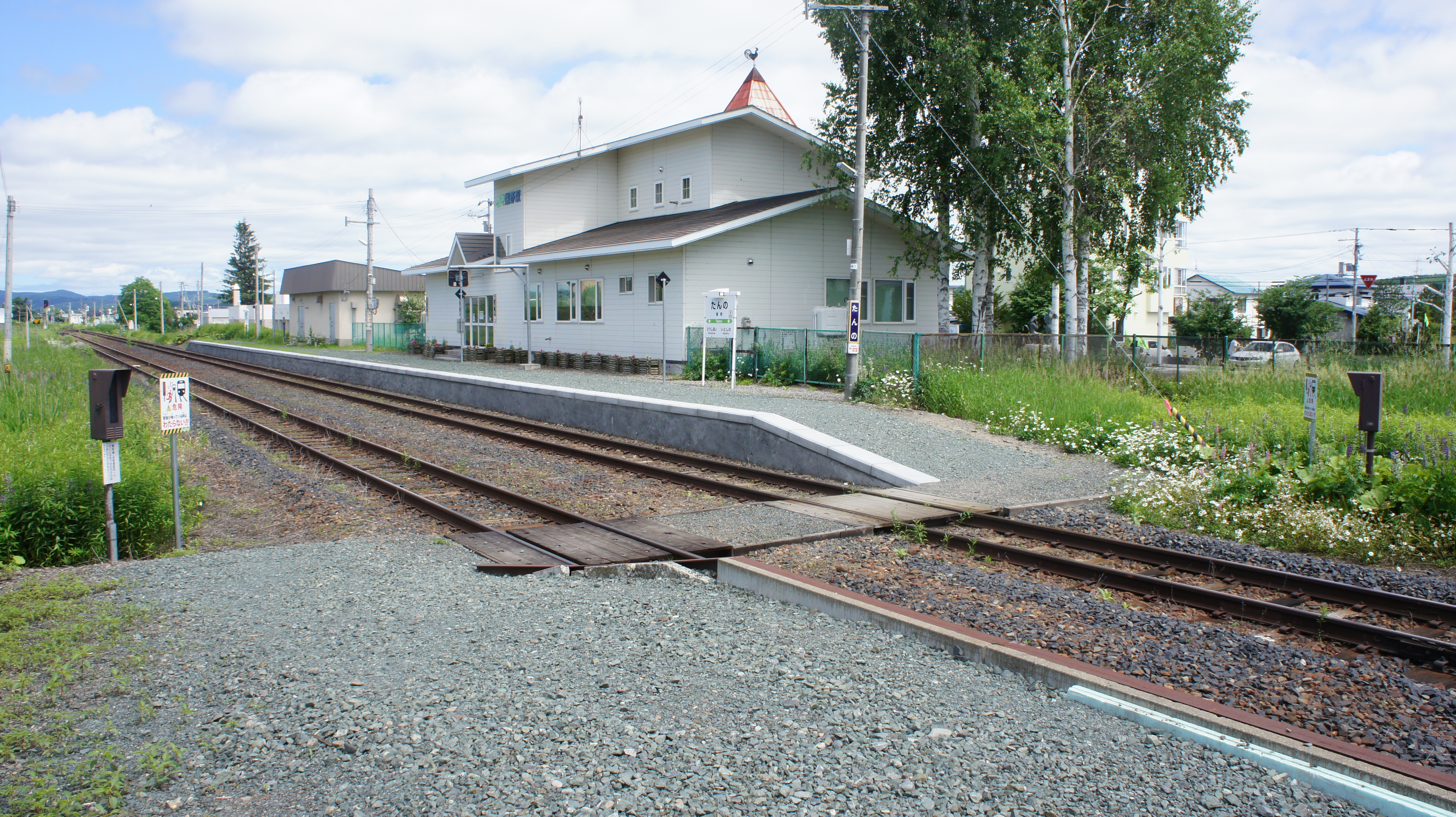
構内踏切（2018年7月）
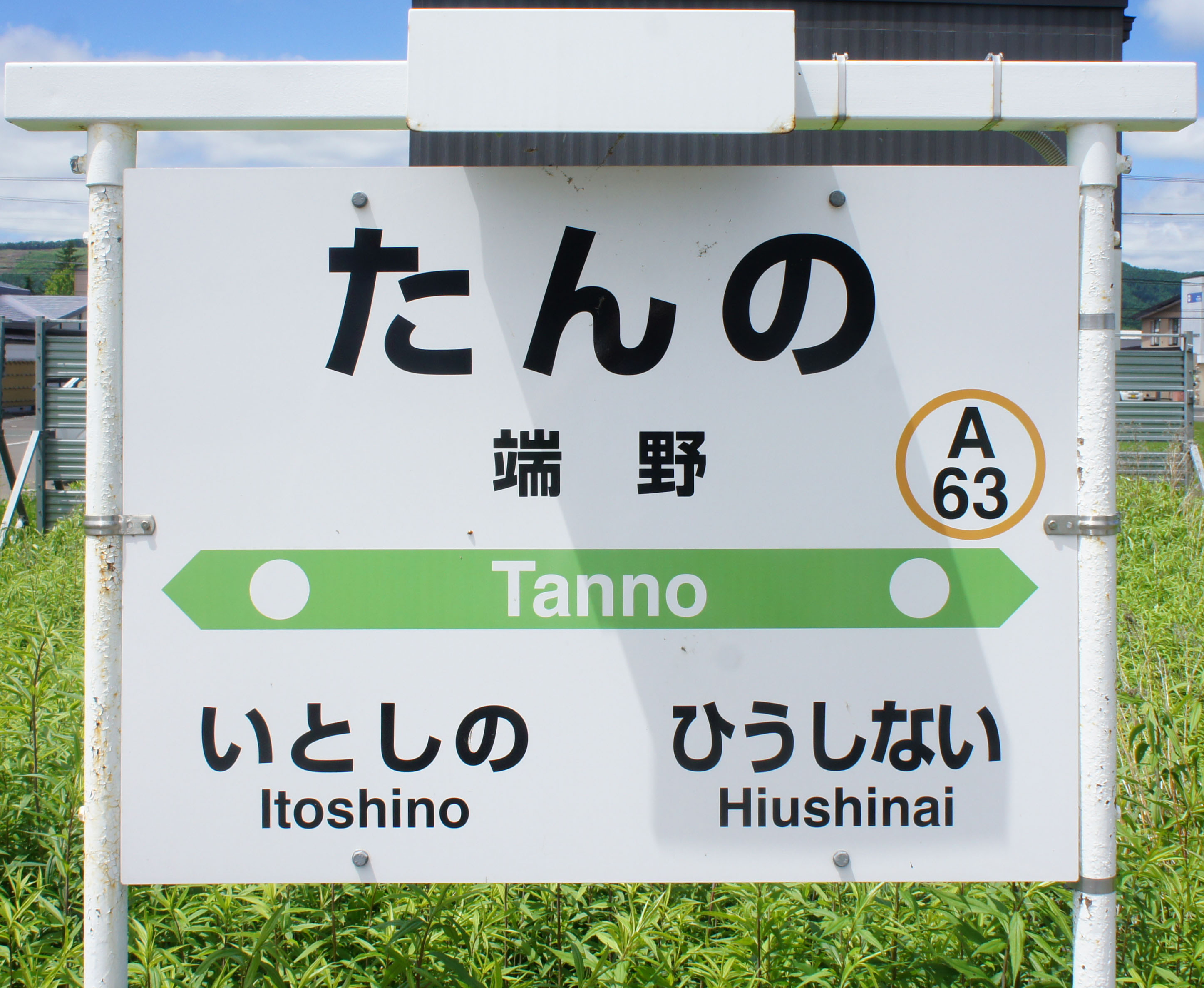
駅名標（2018年7月）

## 利用状況
乗車人員の推移は以下のとおり。年間の値のみ判明している年については、当該年度の日数で除した値を括弧書きで1日平均欄に示す。乗降人員のみが判明している場合は、1/2した値を括弧書きで記した。
また、「JR調査」については、当該の年度を最終年とする過去5年間の各調査日における平均である。
| 年度               | 乗車人員 | 乗車人員 | 乗車人員 | 出典       | 備考 |
| 年度               | 年間     | 1日平均  | JR調査   | 出典       | 備考 |
| ------------------ | -------- | -------- | -------- | ---------- | ---- |
| 1978年（昭和53年） |          | 404      |          | [ 7 ]      |      |
| 2016年（平成28年） |          |          | 44.2     | [ JR北 1 ] |      |
| 2017年（平成29年） |          |          | 42.4     | [ JR北 2 ] |      |
| 2018年（平成30年） |          |          | 38.2     | [ JR北 3 ] |      |
| 2019年（令和元年） |          |          | 35.2     | [ JR北 4 ] |      |
| 2020年（令和02年） |          |          | 28.2     | [ JR北 5 ] |      |
| 2021年（令和03年） |          |          | 23.0     | [ JR北 6 ] |      |
| 2022年（令和04年） |          |          | 19.2     | [ JR北 7 ] |      |
| 2023年（令和05年） |          |          | 19.6     | [ JR北 8 ] |      |

## 駅周辺
旧端野町の中心駅。駅は国道39号と北海道道1024号川向端野線に挟まれた場所に位置するが、駅舎は道道側にある。
- 北見警察署端野駐在所
- 北見市役所端野総合支所（旧・端野町役場）
- 端野郵便局
- 北見信用金庫端野支店
- きたみらい農業協同組合（JAきたみらい）端野支所
- 北海道北見バス「端野郵便局」停留所[8]

## 隣の駅
北海道旅客鉄道（JR北海道）
■石北本線

愛し野駅 (A62) - 端野駅 (A63) - 緋牛内駅 (A64)